# 7610 Sudbury
A 7610 Sudbury (ideiglenes jelöléssel 1995 XB) a Naprendszer kisbolygóövében található aszteroida. Dennis di Cicco fedezte fel 1995. december 3-án.